# Cathédrale Saint-Georges de Timișoara
Cette  cathédrale n’est pas la seule cathédrale Saint-Georges.
La cathédrale Saint-Georges ou le Dôme (en roumain : Catedrala Sfântul Gheorghe) est un édifice religieux catholique sis à Timișoara, en Roumanie. Église cathédrale du diocèse homonyme. L'église est un des monuments emblématiques de la ville. L'édifice est dédié à saint Georges et il a été construit entre 1736 et 1774. La cathédrale est située Piața Unirii (en français : place de l'Union), au centre de la ville, où est érigée la colonne de la Peste.

## Histoire et description
La construction de la cathédrale s'est prolongée sur deux décennies, et en deux étapes : 1736-1751 et 1755-1774. De style baroque, l'église est construite en briques et présente des décorations en pierre et en stuc. Les tours-clochers sont de petite hauteur, déterminée par la proximité de la muraille de la forteresse. 

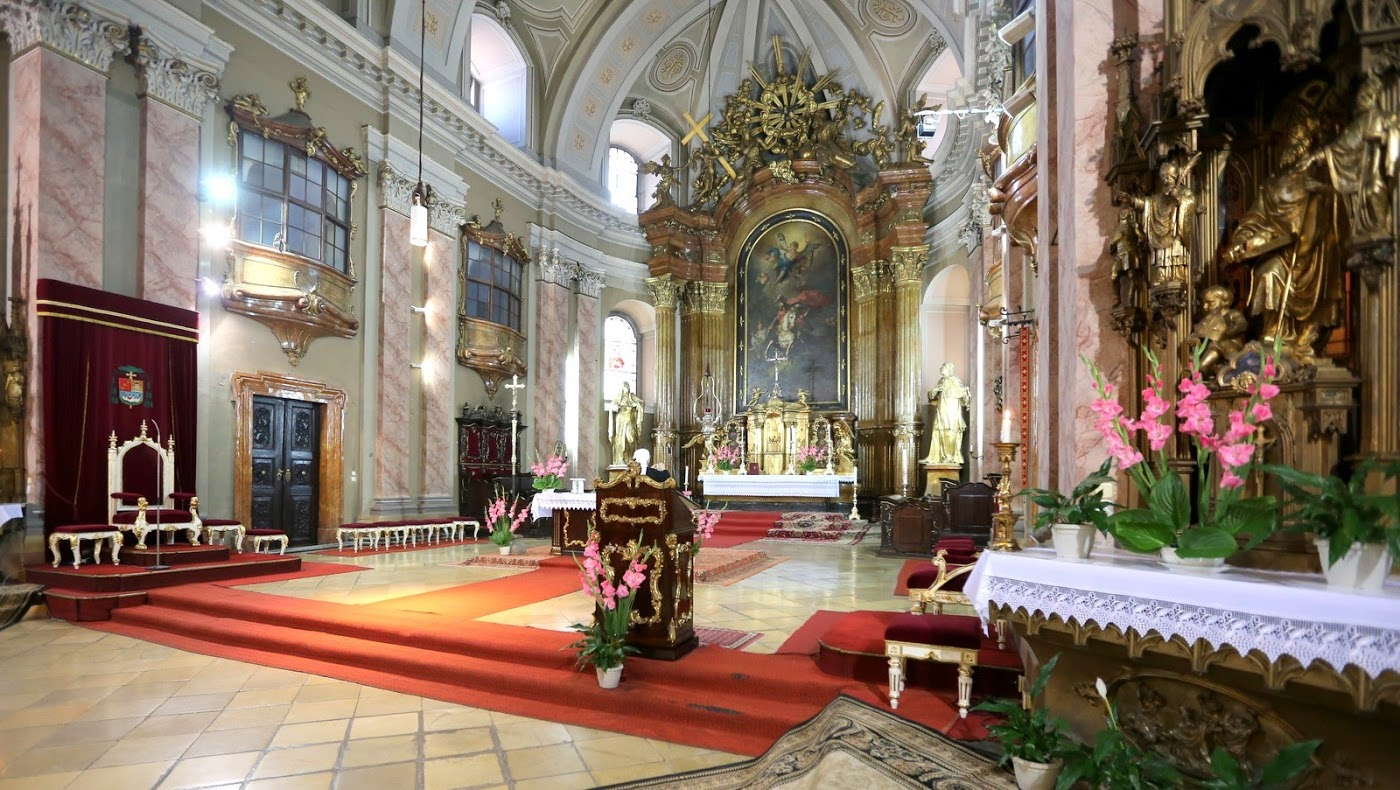
Le chœur et l'autel.

L'intérieur est riche et somptueux, avec ses neuf autels décorés dans les styles baroque et rococo, sculptés par le viennois Johan Müller, ornés d'icônes anciennes. L'orgue a été construit par Carl Leopold Wegenstein (de) en 1908 et les portes en chêne sont décorées de grillages en nickel pur. 
Cette cathédrale catholique est considéré comme l’édifice baroque le plus unitaire et le plus représentatif de Timișoara et l’un des plus précieux du Banat.